# 이창용 (경제학자)
이창용(李昌鏞, 1960년 5월 16일~)은 대한민국의 경제학자, 제27대 한국은행 총재이다. 서울대학교 사회과학대학 경제학부 교수와 아시아개발은행(ADB) 수석 이코노미스트를 역임하였다.

## 생애
본관은 덕수이다. 신사임당의 아들이며 이이의 동생인 옥산 이우(玉山 李瑀, 1542~1609)의 16대손이다. 충청남도 논산 출신이다.
거시경제학·금융경제학을 전공했다. 하버드 대학교 유학 시절, 지도교수였던 로렌스 서머스에게 수학하고 30살에 박사학위를 취득했다. 스승인 이준구 서울대학교 경제학과 교수와 함께 《경제학원론》을 저술하였다.
2008년에는 강릉 시립박물관(강릉 오죽헌에 이웃해 있음)에 시가 100억원 상당의 신사임당 화첩 2점을 비롯해 신사임당 전서 3점, 산수도 2점과 율곡시집 1점, 전서 1점, 연보 1점, 율곡선생집 4점 등 역사와 문화적으로 사료가 될 귀중한 유물을 기증했다. 2014년 2월부터 국제통화기금(IMF) 아시아·태평양국장을 지냈고, 2022년 3월 23일 문재인 정부에서 한국은행 총재에 내정되었다.

## 학력
- 1979년 2월: 인창고등학교 졸업
- 1984년 서울대학교 경제학 학사
- 1989년 6월: 하버드 대학교 대학원 경제학 박사

## 경력

### 학계 경력
- 1989년 9월~1994년 2월: 로체스터 대학교 경제학과 조교수
- 1994년 2월~1998년 2월: 서울대학교 사회과학대학 경제학부 조교수
- 1998년 2월~2003년 3월: 서울대학교 사회과학대학 경제학부 부교수
- 1999년 7월~2000년 7월: 로체스터 대학교 경제학과 교환 교수(Visiting Professor)
- 2001년 9월~2005년 4월: 서울대학교 발전기금 자산운용담당 이사
- 2003년 3월~2008년 2월: 서울대학교 사회과학대학 경제학부 교수
- 2005년: 서울대학교 사회과학대학 경제학부 부학부장
- 서울 경제학 저널, 경제학연구, 계량경제학보의 편집위원회 위원

### 공공부문 경력
- 1992년 9월~1993년 6월: 세계은행 초청 펠로 및 컨설턴트
- 2002년 8월~2004년 3월: 재정경제부 금융발전심위위원회 정책분과 위원
- 2002년 8월~2006년 5월: 한국은행 조사국 자문교수
- 2003년 1월~2004년 3월: 재정경제부 공적자금상환기금 운용심의회 위원
- 2003년 8월~2006년 8월: 기술신용보증기금 자금운용심의위원회 위원
- 2004년 3월~2006년 5월: 청와대 국민경제자문회의 위원(거시경제)
- 2004년 3월~2006년 8월: 재정경제부 금융발전심의위원회 증권분과 위원
- 2004년 3월~2007년 3월: 재정경제부 공적자금위원회 매각소위원회 위원
- 2005년 3월: 한국주택금융공사 운영위원회 위원
- 2005년 6월: 기획예산처 중앙성과관리자문단 위원
- 2006년 8월~2006년 12월: 행정자치부 국무조정실 정부업무평가실무위원회 위원
- 2006년 8월: 재정경제부 금융발전심의위원회 보험분과 위원
- 2007년 12월~2008년 2월: 대통령직인수위원회 경제1분과위 인수위원
- 2008년 3월~2009년 11월: 대한민국 금융위원회 부위원장[4]
- 2009년 11월~2010년: G20 정상회의 준비위원회 기획조정단 단장[5]
- 2011년~2013년: 아시아개발은행 (ADB) 수석 이코노미스트
- 2014년~2022년: 국제통화기금(IMF) 아시아·태평양담당국장
- 2022년 3월 23일: 한국은행 총재 내정
- 2022년 4월~: 한국은행 총재
- 2022년 5월~: 스위스 바젤국제결제은행 이사

## 수상
- 2002년 3월: 매일경제신문 Economist상 수상
- 1990년 3월: 로체스터 대학교 Teacher of the year, Finalist 수상

## 저서
- 《경제학원론》, 법문사, 제3판, 2005, 이준구·이창용 공저
- 《경제학들어가기》, 법문사, 제2판, 2007, 이준구·이창용 공저
- 《입시제도의 변화: 누가 서울대학교에 들어오는가?》, 한국사회과학연구총서 15, 서울대학교 사회과학연구원, 2004, 김광억 외 3인 공저

### 주요 학술지
- "효율임금이론의 탐색이론적 접근", 계량경제학보 , 제6권, p21-38, 한국계량경제학회, 1995년 (박대근과 공저)
- "Efficient Wage Bargaining as a Repeated Game", The Quarterly Journal of Economics, August 1989 (with M. Espinosa)
- "The Stock Market, Profit and Investment", The Quarterly Journal of Economics, February 1993 (with O. Blanchard and L. Summers)
- "Developing the Government Bond Market in Korea: History, Challenges, and Implications for Asian Countries", The Asia Economic Panel (AEP) , Vol.4, No.2, MIT Press, Spring/Summer 2005 (with G. Kim and K. Kang)